# Pteronotropis hubbsi
Notropis hubbsi (tên tiếng Anh là Bluehead Shiner) là một loài cá vây tia thuộc họ Cyprinidae.
Loài này chỉ có ở Hoa Kỳ.